# Owenton
Owenton – miasto w Stanach Zjednoczonych, w stanie Kentucky, siedziba administracyjna hrabstwa Owen.